# 후시미노미야 구니나가 친왕
후시미노미야 쿠니나가 친왕 (伏見宮 邦永親王)은 에도 시대 중기의 황족이다. 14대 후시미노미야이고, 후시미노미야 사다유키 친왕의 3남이다.
겐로쿠 8년 (1695년)에 원복, 친왕 선하를 받았다.

## 자녀
미야슨도코로 : 후쿠코 내친왕 (1676 ~ 1707) - 레이겐 천황의 5녀
- 왕녀 : 미츠코 여왕 (이와노미야(岩宮), 1699 ~ 1737) - 마츠다이라 노부즈미의 정실
- 왕자 : 사다타케 친왕 (와카노미야(若宮), 1700 ~ 1754) - 15대 후시미노미야

- 이에뇨보 : 소노씨(薗氏)
  - 왕자 : 미코타카 입도친왕(尊孝入道親王, 시즈노미야(静宮), 1701 ~ 1748) - 도다이지 별당
- 이에뇨보 : 콘도씨(近藤氏)
  - 왕녀 : 타스코 여왕 (모토노미야(基宮), 1710 ~ 1759) - 이마데가와 킨아키라의 정실
  - 왕녀 : 마스코 여왕 (나미노미야(比宮), 1711 ~ 1733) - 도쿠가와 이에시게의 정실
- 이에뇨보
  - 왕자 : 미치우케 입도친왕(道承入道親王, 나오노미야(直宮), 1696 ~ 1714) - 쿠마노 검교
  - 왕녀 : 이름 미상 (아케노미야(明宮), 1697 ~ 1699) - 묘신인(明真院)
  - 왕자 : 미코타스 법친왕 (尊祐法親王, 히로노미야(寛宮), 1697 ~ 1747) - 천태좌주